# 土丹耶喜
土丹耶喜（1935-1984），西藏格鲁巴教派著名喇嘛、理論家。

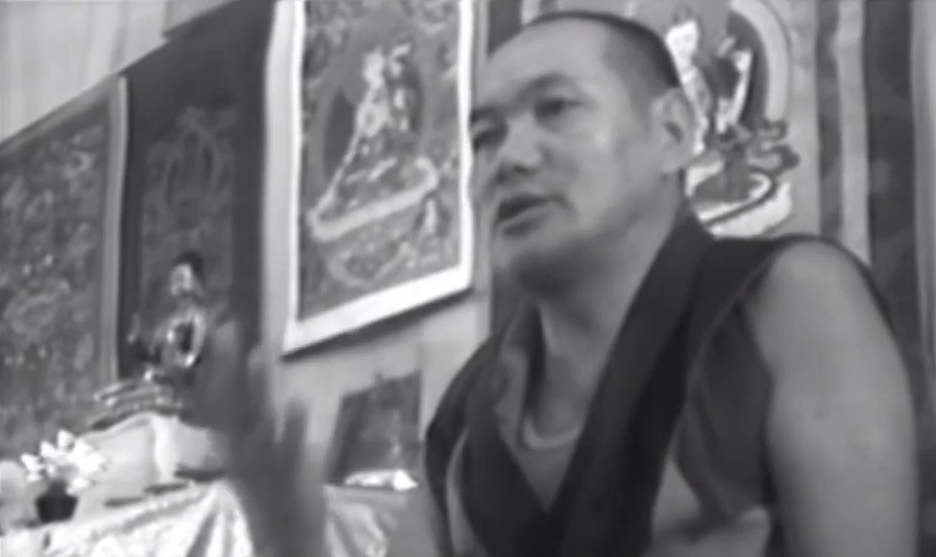
土丹耶榭喇嘛

## 簡要生平
出生於西藏堆龍德慶地区，被認證為企美龍（Chi-me Lung）寺院女住持的轉世，六歲被迎往拉薩色拉寺，28歲受具足戒。據說他具有格西水平，但拒絕接受格西頭銜。後來人們詢問此事時，他哈哈一笑，“耶喜格西”，似指名字與學位發音近似，過於重複；實則重實輕名, 將名利置之度外。
由於腦血管疾病，於1984年病逝於美國洛杉磯西達賽奈醫院。
1985年轉世降生於其西班牙弟子家庭，俗名奧瑟·伊它·托雷斯，法名為丹津奧瑟仁波切。他成年後在世界各地弘法，法國金剛瑜伽女學院是其駐地及主要弘法場所之一。

## 主要貢獻
他於59年離開西藏，前往尼泊爾。在女信徒集娜·拉柴沃斯基（Zina Rachevski） 的幫助下，於1969年在加德滿都建立了高畔（Kopan）寺院，並向西方青年人開放，由此成為向西方青年傳授佛法的先驅之一。
1975年他跟土丹索巴仁波切一起成立了捍衛大乘傳統聯合會，1977年在意大利比薩以南的寶瑪雅（Pomaia）成立了宗喀巴喇嘛學院，1979年在法國西南方塔恩省馬爾藏斯市鎮成立了金剛瑜伽女學院。

## 弘法著述
《智慧的能量》，與土丹叟巴喇嘛合著，金剛瑜伽女出版社，1999，統一書號ISBN 2911582012；
《改變的關鍵》金剛瑜伽女出版社，1999，統一書號ISBN 2911582152；
《大手印》金剛瑜伽女出版社，1999，統一書號ISBN 2911582276；
《本續空間》金剛瑜伽女出版社，1999，統一書號ISBN 2950096166；
《成為慈悲佛陀：日常本續大手印》金剛瑜伽女出版社， 2005, 統一書號ISBN 2911582586；
《內火眞福：那洛巴六支瑜伽的精要實踐》金剛瑜伽女出版社， 2008, 統一書號ISBN 2911582675；
《自我，束縛與解脫》金剛瑜伽女出版社， 2009, 統一書號ISBN 2911582683；
《泛愛》金剛瑜伽女出版社，2010，統一書號 ISBN 2911582721。

## 外部鏈接
https://www.astro.com/astro-databank/Yeshe,_Lama_Thubten （页面存档备份，存于） [archive]
http://www.lamayeshe.com/teacher/lama-thubten-yeshe-0 （页面存档备份，存于） [archive]